# Majoidea
Majoidea is een superfamilie van krabben en omvat de volgende families: 

## Families
- Epialtidae (MacLeay, 1838)
- Inachidae (MacLeay, 1838)
- Inachoididae (Dana, 1851)
- Majidae (Samouelle, 1819)
- Mithracidae MacLeay, 1838
- Oregoniidae (Garth, 1958)